# Anaël Snoek
Pour les articles homonymes, voir Snoek.
Anaël Snoek est une actrice belge de cinéma, télévision et théâtre. Elle a interprété, à l'écran comme sur scène, les personnages principaux d'œuvres en français, anglais et espagnol.
Elle est surtout connue pour son rôle d'antagoniste dans la série Baraki diffusée sur Netflix, ainsi que pour son rôle de protagoniste et narrateur dans le film Les Garçons Sauvages primé à la semaine de la critique à la Mostra de Venise en 2017. Au théâtre elle a notamment incarné en español un des personnages principaux du Songe d'une Nuit d'Été de Shakespeare joué au Centro Dramatico Nacional de Madrid.
Elle a été lauréate en 2006 d'un Prix de la Critique Théâtrale, a été nommée pour un Magritte du Cinéma en 2019 et a reçu le prix révélation ARDA (association des directeurs et directrices de casting de France) en 2023 .
Elle prête également son visage et sa silhouette aux couvertures du comic américain Tank Girl dessinées par Igor-Alban Chevalier aka The Black Frog.

## Filmographie
Sauf indication contraire, les informations mentionnées dans cette section peuvent être confirmées par les bases de données cinématographiques IMDb et Allociné,  présentes dans la section « Liens externes ».

### Actrice

#### Longs métrages
- 2009 : La Cicatrice de Benjamin Viré
- 2009 : Somewhere Between Here and Now d'Olivier Boonjing : Zoe
- 2010 : Cannibal de Benjamin Viré : la belle-sœur
- 2014 : Son épouse de Michel Spinosa : la sage-femme
- 2015 : Daedalus de Jean Manuel Fernandez : Ila
- 2017 : Bonne Pomme de Florence Quentin : Martine, l'infirmière
- 2017 : Les Garçons sauvages de Bertrand Mandico -: Tanguy
- 2019 : Adoration de Fabrice du Welz : Simone, la mère
- 2020 : Ons d'Alfonso Zarauza : Creba
- 2021 : Arthur Rambo de Laurent Cantet : Clio
- 2021 : Inexorable de Fabrice Du Welz : Paola
- 2022 : Mastemah de Didier D. Daarwin : Laurence
- 2024 : La abadesa d'Antonio Chavarrías (en) : Melisenda
- 2025 : Kika d'Alexe Poukine : Rasha

#### Courts métrages
- 2007 : Juste l'embrasser de Samuel Henri : Alice
- 2009 : Bonobo de Jacques Molitor : Laura
- 2010 : Les Bons Garçons d'Antoine Russbach
- 2013 : La Proie pour l'ombre de Maud Girault
- 2014 : La Part de l'ombre d'Olivier Smolders
- 2016 : French Lynx (Jean-Louis Murat) de Jean-François Spricigo
- 2019 : Niemand (Kompromat) de Bertrand Mandico
- 2021 : Comme l'eau d'Alice Moons : Iris
- 2022 : Motherless Child de Sophie Maréchal
- 2025 : Corps étranger de Cécile Delberghe et Mathieu Mortelmans : sœur Clémence

#### Télévision
- 2007 : Septième Ciel Belgique (série télévisée) de Luc Boland : Claire Laloux
- 2021 - 2023: Baraki (série télévisée) de Fred De Loof, Peter Ninane et Julien Vargas ; saisons 1 et 2 (rôle récurrent) : Cheyenne Terrier
- 2021: The Last Night (série télévisée) de Marine Colomiès
- 2022 : Les Rivières pourpres (série télévisée) de Jean-Christophe Grangé, saison 4, épisodes 3 et 4 : docteur Klein
- 2023 : Ennemi Public (série télévisée) de Matthieu Frances, Antoine Bours, Frédéric Castadot, Gilles de Voghel, Christopher Yates ; saison 3, épisodes 3 et 4 : Séverine
- 2024 : The Serpent Queen (série télévisée) de Justin Haythe ; saison 2, épisodes 1, 5, 7 et 8 : Ann-Marie

### Coach d'acteurs

#### Longs métrages
- 2016 : Mon ange de Harry Cleven
- 2016 : Le Fantôme de Canterville de Yann Samuell

#### Courts métrages
- 2014 : Jung forever de Jean-Sébastien Lopez
- 2017 : Ce qui demeure d'Anne Lise Morin

### Directrice de casting
- 2016 : Even Lovers Get The Blues de Laurent Micheli
- 2015 : Keeper de Guillaume Senez
- 2015 : Le Nouveau de Rudi Rosenberg

## Théâtre
Sauf indication contraire ou complémentaire, les informations mentionnées dans cette section peuvent être confirmées par la base de données Les Archives du spectacle.
- 2006 : Électre de Sophocle, mise en scène d' Isabelle Pousseur, Théâtre National, Bruxelles[8]
- 2006 : Poil de carotte de Jules Renard, mise en scène de Patricia Houyoux, Théâtre royal du Parc, Bruxelles[9]
- 2008 : Manque de Sarah Kane, mise en scène de Maria Abecassis, Théâtre Marni, Bruxelles
- 2008 : L'Homme gris de Marie Laberge, mise en scène de Michael Bier, Atelier 210, Bruxelles
- 2008 : Mon petit soldat de Polly Stenham, mise en scène de Tanya Lopert, Atelier Théâtre Jean-Vilar, Louvain-la-Neuve[8]
- 2011 :  Peter Pan d'après Régis Loisel, mise en scène d'Emmanuel Dekoninck[8]
- 2012 : Le Non de Klara de Soazig Aaron, mise en scène de Patricia Houyoux[8]
- 2015 : Fille de Colette Régibeau, mise en scène de Colette Régibeau[10]
- 2017 : Sueño de una noche de verano de William Shakespeare, mise en scène de Marta Pazos, Centro Dramático Nacional, Madrid[11]
- 2018 : Hydra, mise en scène de Pablo Esbert et Federico Vladimir, MACBA, 7e Festival Sâlmon, Barcelone[12]
- 2022 : Draconis Lacrimae, mise en scène de Pablo Esbert et Federico Vladimir, La Casa Encendida, Madrid, Beursschouburg, Bruxelles.

## Distinctions
Sauf indication contraire, les informations mentionnées dans cette section peuvent être confirmées par les bases de données cinématographiques IMDb et Allociné,  présentes dans la section « Liens externes ».
- Prix de la critique 2006 : meilleur espoir féminin pour la pièce Poil de carotte[13]
- Magritte 2019 : nomination comme Meilleur espoir féminin pour Les Garçons sauvages[14]
- Prix ARDA (association des directeurs et directrices de casting de France) Festival Films courts de Dinan 2023 : meilleure révélation pour Motherlesschild[6]